# Илька (озеро)
Илька — пресноводное озеро на северо-востоке Якутии, в Среднеколымском улусе. Расположено на просторах Колымо-Алазейской низменности, в верхнем течении реки Буор-Юрях, в 31 км к западу от озера Балыма и в 23 км к юго-востоку от озера Аллара-Хайырдах. Имеет форму полукруга.  
Находится на высоте 38 м над уровнем моря. Площадь озера составляет 15,7 км², площадь водосбора — 66,9 км². Длина с запада на восток — примерно 6,6 км, с юга на север — около 3,8 км. Острова отсутствуют. Значимых притоков не имеет, соединено протоками с соседними менее крупными озёрами на западе и северо-западе. Постоянного стока не имеет.
Берега низкие, преимущественно покрытые тундровым редколесьем, местами — лугами с кустарником.
Ближайший населенный пункт, село Сватай, расположен примерно в 40 км к северо-востоку.